# Pašin Potok
Pašin Potok is een plaats in de gemeente Cetingrad in de Kroatische provincie Karlovac. De plaats telt 238 inwoners (2001).